# Паранатінга (мікрорегіон)

Паранатінга на карті штату Мату-Гросу

Паранатінга (порт. Microrregião de Paranatinga) — мікрорегіон в Бразилії, входить в штат Мату-Гросу. Складова частина мезорегіону Північ штату Мату-Гросу. Населення становить 29 020 чоловік на 2006 рік. Займає площу 46 796,460 км². Густота населення — 0,6 чол./км².

## Склад мікрорегіону
До складу мікрорегіону включені наступні муніципалітети:
1. Гауша-ду-Норті
2. Нова-Бразіландія
3. Паранатінга
4. Планалту-да-Серра

| Бразилія | Це незавершена стаття з географії Бразилії. Ви можете допомогти проєкту, виправивши або дописавши її. |